# Krumbach (Vorarlberg)
Krumbach – gmina w Austrii, w kraju związkowym Vorarlberg, w powiecie Bregencja. Według Austriackiego Urzędu Statystycznego liczyła 966 mieszkańców (1 stycznia 2015).